# Verticordia bifimbriata
Verticordia bifimbriata är en myrtenväxtart som beskrevs av Alexander Segger George. Verticordia bifimbriata ingår i släktet Verticordia och familjen myrtenväxter. Inga underarter finns listade i Catalogue of Life.